# Lista tabletów marki Blow
Lista tabletów marki Blow – lista tabletów wyprodukowanych przez polską firmę BLOW. Modele wyprodukowane pod marką Blow.
| Model                     | Wymiary (mm)         | Masa(g) | Obsługa sieci | Wyświetlacz (cali) | Pamięć(GB)    | Aparat cyfrowy(Mpx) | Ogniwo(mAh) | Dodatkowe informacje (rok produkcji) | Źródło |
| ------------------------- | -------------------- | ------- | ------------- | ------------------ | ------------- | ------------------- | ----------- | ------------------------------------ | ------ |
| Blow WhiteTab 7.4HD 3G    | 190 × 113 x 12       | –       | 2G, 3G        | 7                  | 8 ROM 0,5 RAM | 0,3                 | 2000        | 2010                                 | [ 2 ]  |
| Blow BlackTab 7.4 Wi-Fi   | 190 × 113 x 12       | –       | Wi-Fi         | 7                  | 8 ROM 0,5 RAM | 0,3                 | 2000        | 2011                                 | [ 3 ]  |
| Blow WhiteTab 7.2 HD 3G   | 190 × 113 x 12       | –       | 2G, 3G        | 7                  | 8 ROM 0,5 RAM | 0,3                 | 2000        | 2013                                 | [ 4 ]  |
| Blow WhiteTab 7.4HD Wi-Fi | 190 × 113 x 12       | –       | Wi-Fi         | 7                  | 8 ROM 0,5 RAM | 0,3                 | 2000        | 2013                                 | [ 5 ]  |
| Blow SilverTab 10 HD 3G   | 258,5 × 149,5 x 10,6 | –       | 2G, 3G        | 10,1               | 8 ROM 1 RAM   | 2                   | 6000        | 2013                                 | [ 6 ]  |
| Blow BlackTab 10.4 Wi-Fi  | 258,5 × 149,5 x 10,6 | –       | Wi-Fi         | 10,1               | 8 ROM 1 RAM   | 2                   | 4000        | 2014                                 | [ 7 ]  |
| Blow BlackTab 10 3G       | 258,5 × 149,5 x 10,5 | –       | 2G, 3G        | 10,1               | 8 ROM 1 RAM   | 2                   | 4000        | 2014                                 | [ 8 ]  |
| Blow KidsTab 7.2 Wi-Fi    | 196 × 126 x 12       | –       | Wi-Fi         | 7                  | 8 ROM 0,5 RAM | 0,3                 | 3000        | 2015                                 | [ 9 ]  |
| Blow BlackTab 7.4 HD 3G   | 190 × 113 x 12       | –       | 2G, 3G        | 7                  | 8 ROM 0,5 RAM | 0,3                 | 2000        | 2016                                 | [ 10 ] |
| Blow BlackTab 7.4 3G      | 190 × 113 x 12       | –       | 2G, 3G        | 7                  | 8 ROM 0,5 RAM | 0,3                 | 2000        | 2017                                 | [ 11 ] |